# Aggregatibacter
Aggregatibacter (Ag.gre.ga.ti.bac′ter. Latijn voor aggregare, samenvoegen. Aggregatibacter, staafvormige bacterie die samengevoegd wordt met andere) is een bacteriegeslacht uit de familie Pasteurellaceae dat drie soorten omvat, te weten:
- A. actinomycetemcomitans, voorheen Actinobacillus actinomycetemcomitans[1] ( (Klinger 1912) Nørskov-Lauritsen and Kilian 2006,  (Type species of the genus).; Grieks aktis, aktinos (ἀκτίς, ἀκτῖνος), een straal; Grieks mukēs -ētos, schimmel of fungus; Latijn actinomyces -etis, een actinomyceet; Latijn comitans, begeleidend; Latijn actinomycetemcomitans, een actinomyceet begeleidend.
- A. aphrophilus, voorheen Haemophilus aphrophilus (Grieks aphros, schuim; Latijn philus en Grieks philos (φίλος) minnend; schuimminnend) en Haemophilus paraphrophilus.
- A. segnis ( (Kilian 1977) Nørskov-Lauritsen and Kilian 2006; Latijn segnis, traag, sloom, inactief.